# Por Siempre Beatles
Por Siempre Beatles è una raccolta dei Beatles pubblicata in Sud America e in Spagna nel 1971.

## Tracce
Tutti i brani sono composizioni del duo compositivo Lennon-McCartney, eccetto dove indicato.
Lato A
1. Day Tripper
2. Yes It Is
3. I'm Down
4. The Fool on the Hill
5. Strawberry Fields Forever
6. We Can Work It Out

Lato B
1. Your Mother Should Know
2. Penny Lane
3. Baby You're a Rich Man
4. I Call Your Name
5. The Inner Light (Harrison)
6. Blue Jay Way (Harrison)[1]

## Formazione
The Beatles

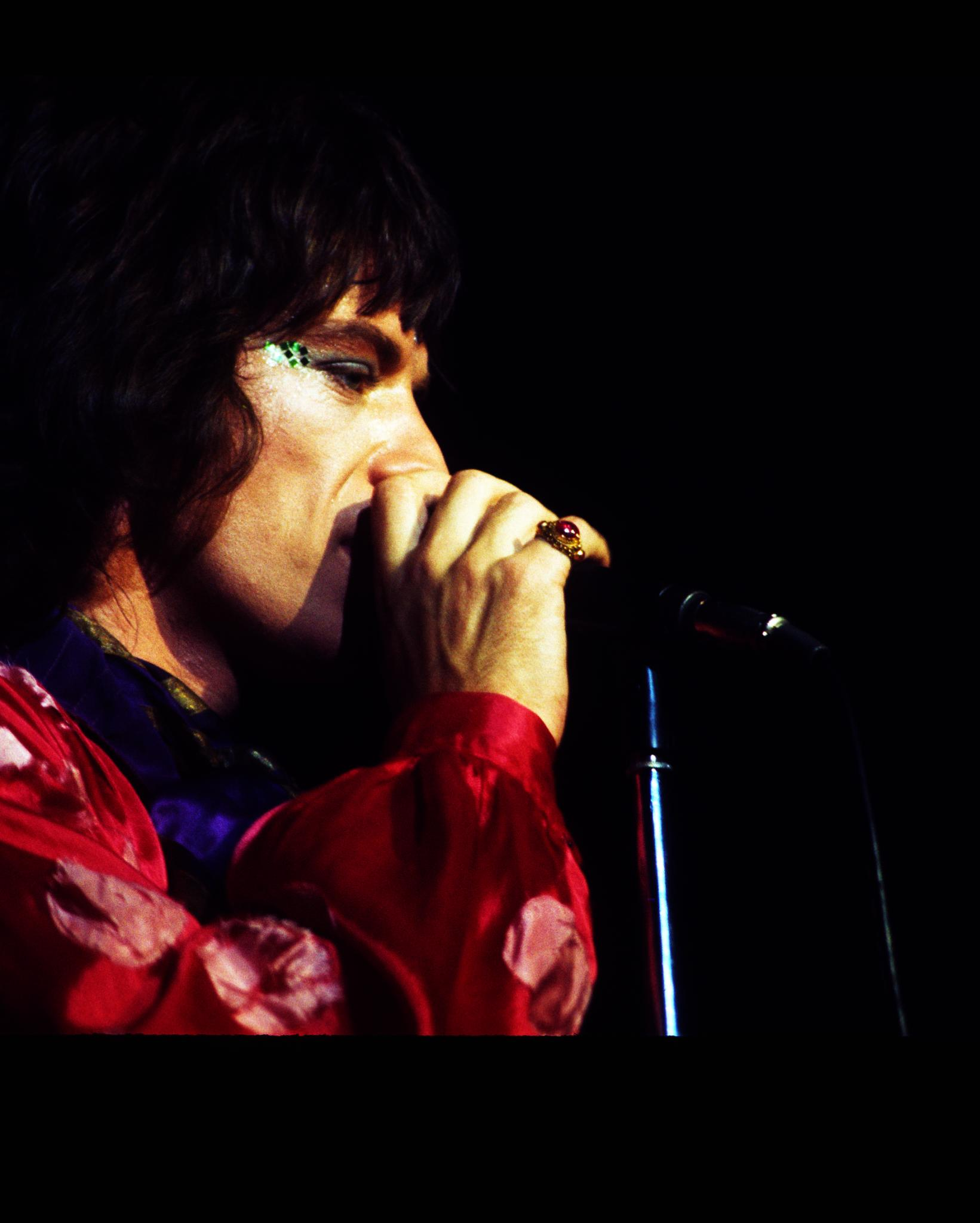
Mick Jagger, che partecipa ai cori di Baby You're a Rich Man

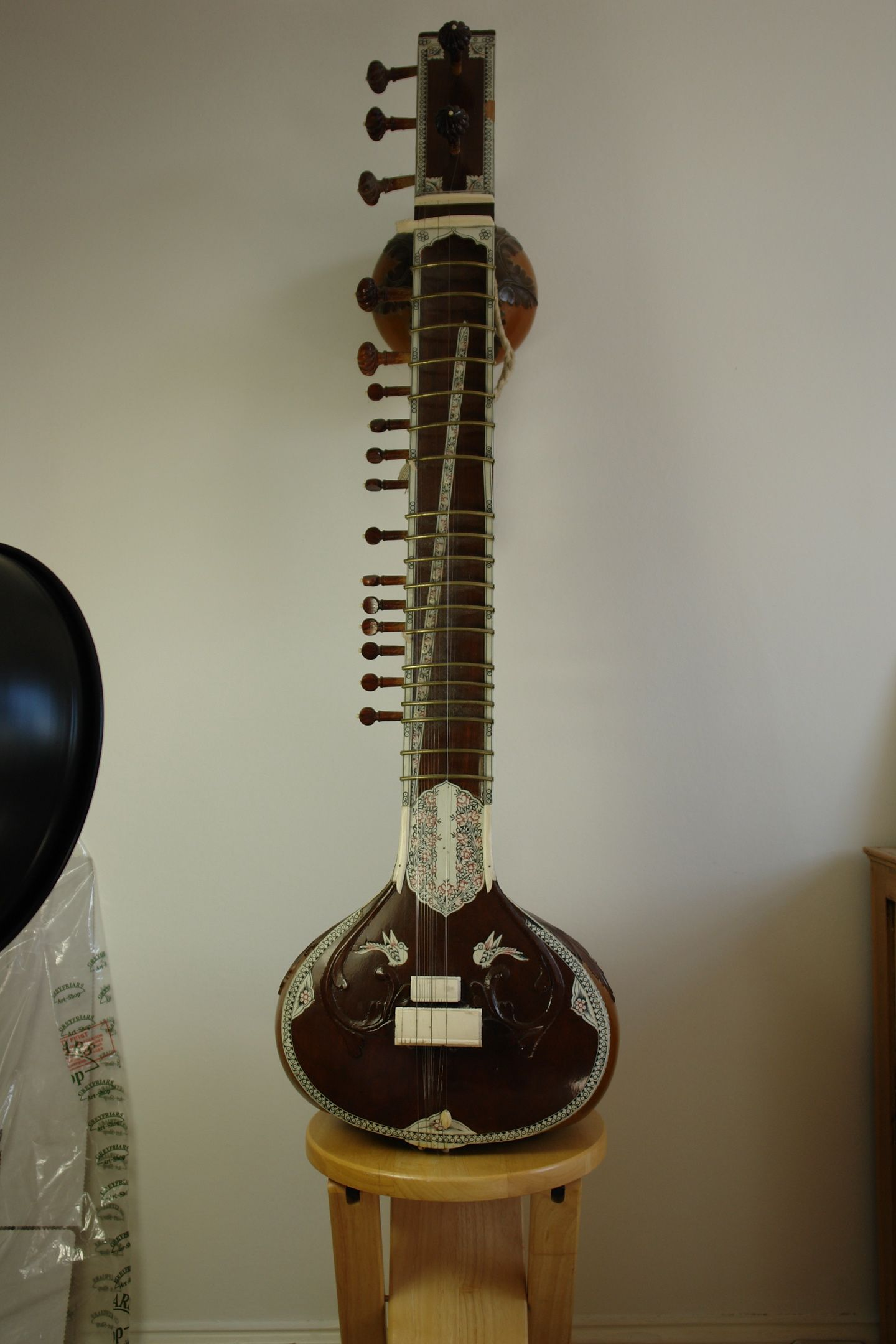
Un sitar

- John Lennon: voce a Day Tripper, Yes It Is, Strawberry Fields Forever, Baby You're a Rich Man e I Call Your Name, seconda voce a We Can Work It Out, cori, chitarra solista a Day Tripper, armonica a bocca a The Fool on the Hill, chitarra acustica e pianoforte a Strawberry Fields e Baby You're a Rich Man, armonium a We Can Work It Out, organo Hammond a Your Mother Should Know, clavioline a Baby You're a Rich Man, percussioni, chitarra ritmica
- Paul McCartney: voce a I'm Down, The Fool on the Hill, We Can Work It Out, Your Mother Should Know e Penny Lane, pianoforte a The Fool on the Hill e Baby, You're a Rich Man, Your Mother Should Know e Penny Lane, chitarra acustica e flauto dolce a The Fool on the Hill, mellotron a Strawberry Fields Forever, armonium ed effetti sonori a Penny Lane, percussioni, basso elettrico
- George Harrison: voce a The Inner Light e Blue Jay Way, armonica a bocca e chitarra acustica a The Fool on the Hill, svarmandal a Strawberry Fields Forever, organo Hammond a Blue Jay Way, percussioni, chitarra solista
- Ringo Starr: batteria, percussioni

Altri musicisti
- Richard Taylor, Christopher Taylor, Jack Ellory: flauto traverso a The Fool on the Hill
- Tony Fisher, Greg Bowen, Derek Watkins, Stanley Roderick: tromba a Strawberry Fields Forever
- John Hall, Derek Simpson, Norman Jones: violoncello a Strawberry Fields Forever
- Mal Evans: tamburello a Straberry Fields Forever
- George Martin: pianoforte a Penny Lane
- David Mason: tromba a Penny Lane
- Ray Swinfield, P. Goody: flauto traverso, ottavino a Penny Lane
- Manny Winters, Dennis Walton: flauto traverso a Penny Lane
- Leon Calvert: tromba, flicorno a Penny Lane
- Freddy Clayton, Bert Courtley, Duncan Campbell: tromba a Penny Lane
- Dick Morgan, Mike Winfield: oboe, corno inglese a Penny Lane
- Frank Clarke: contrabbasso a Panny Lane
- Eddie Kramer: vibrafono a Baby You're a Rich Man
- Mick Jagger: cori a Baby You're a Rich Man
- Ashish Khan: sarod a The Inner Light
- Mahapurush Misra: tabla, pakavai a The Inner Light
- Sharad Jadev, Hanuman Jadev: shanhais a The Inner Light
- Shambu Das, Indril Bhattcharya, Shankar Gosh: sitar The Inner Light
- Chandra Shakher: sur-bahar  a The Inner Light
- Shiv Kumar Sharmat: santor a The Inner Light
- S.R. Kenkare, Hari Prasad Chaurasia: flauto  a The Inner Light
- Vinayak Vohra: taar shehnai  a The Inner Light
- Rijram Desad: dholak, armonium, tabla-tarang a The Inner Light
- Musicista non accreditato: violoncello a Blue Jay Way[2]